# Полтава (линейный корабль, 1808)
«Полтава» — 110-пушечный парусный линейный корабль 1 ранга Черноморского флота Российской империи, спущенный на воду 20 июня (2 июля) 1808 на Херсонской верфи.

## Описание корабля
Один из трёх парусных 110-пушечных линейных кораблей одноимённого типа, строившихся в Херсоне с 1806 по 1814 год. Длина корабля между перпендикулярами составляла 57,9 метра, ширина — 15,9 метра, а осадка — 6,5—6,6 метра. Вооружение корабля составляли 110 орудий.

## История службы
В 1809 году корабль «Полтава» был переведён из Херсона в Севастополь. Корабль принял участие в войне с Турцией 1806—1812 годов. В составе эскадры контр-адмирала А. А. Сарычева в 1810 году «Полтава» крейсировал в Чёрном море. В июне-августе 1811 года линейный корабль «Полтава» во главе эскадры под флагом вице-адмирала Р. Р. Галла выходил в крейсерство в район Варна — мыс Калиакрия. В 1812 году «Полтава» находился в Севастополе, на корабле велось обучение экипажа. После 1812 года корабль в море не выходил. В 1832 году в Севастопольском порту линейный корабль «Полтава» был разобран.